# Paraliochthonius mirus
Paraliochthonius mirus es una especie de arácnido  del orden Pseudoscorpionida de la familia Chthoniidae.

## Distribución geográfica
Es endémico de La Palma, en las islas Canarias (España).